# Viadukt čez reko Boyne
Viadukt Boyne (irsko Tarbhealach na Bóinne) je železniški most na višini 30 metrov in viadukt, ki prečka reko Boyne v Droghedi za glavno železniško progo Dublin−Belfast.

## Zgodovina
Viadukt je oblikoval irski gradbeni inženir sir John Benjamin Macneill; gradnja na mostu se je začela leta 1853 in je bila končana leta 1855. To je bil sedmi most te vrste na svetu in se je štel za eno od čudes dobe.
Pred gradnjo so morali potniki potovati skozi mesto Drogheda s postaj na obeh straneh reke Boyne, dokler niso zgradili začasnega lesenega mostu, ki je vlakom omogočal prečkanje reke od maja 1853 do dokončanja viadukta. 
Med drugo svetovno vojno so Britanci načrtovali viadukt kot velik strateški objekt in del britanskih načrtov za protinapad po nemškem vdoru na Irsko.
Leta 2005 je bila 150. obletnica. Iarnród Éireann in Društvo za ohranjanje železnic Irske sta opravila posebno vožnjo s parno lokomotivo med železniškima postajama Drogheda in Dundalk.

## Opis
Viadukt ima dvanajst kamnitih lokov na južni strani in še tri na severni. Stoji blizu ostre krivine, kar zahteva upočasnitev vlakov, ko se približujejo objektu. Osrednji predalčni most je bil prvotno narejen iz treh železnih razponov, ki so bili dovolj široki za dvotirno progo.
Ko je bil most v 1930-ih prenovljen, so novi jekleni nosilci zamenjali prvotne železne tako, da so vlaki vozili ves čas prenove; vendar nov most ni bil več dovolj širok za dvotirno progo. Severovzhodna in južna proga sta bili prepleteni tako, da je ena tirnica ležala med progama v nasprotni smeri, kretnica in ena steza pa sta zahtevali signalno kabino na severni strani viadukta.
Leta 1932 so tri razpone nad reko zamenjali s sedanjimi nosilci, ki jih je zgradila družba  Motherwell Bridge Engineering Company, glavni inženir je bil G.B. Howden. 
Ko so tirnice v 1990-ih zamenjali, so prepletene tire nadomestili z enim tirom čez viadukt in kretnico na vsaki strani.
Viadukt je na državnem seznamu arhitekturne dediščine kot tehnična dediščina.

## Obnova
Za obnovo viadukta Boyne, financiranega s programom INTERREG IVA Evropske unije, je bilo dodeljenih več kot 6,1 milijona EUR. Projekt je vključeval številne bistvene prenovitvene dejavnosti, tudi popravila jekla in popolno lakiranje, obnovo dela viadukta, hidroizolacijo krova in namestitev novega drenažnega sistema. Projekt je bil uradno končan 7. decembra 2015. 